# Arhopala tifata
Arhopala tifata är en fjärilsart som beskrevs av Hans Fruhstorfer 1914. Arhopala tifata ingår i släktet Arhopala och familjen juvelvingar. Inga underarter finns listade i Catalogue of Life.